# Стража (мера времени)
Стра́жа (греч. φυλακή, лат. Vigilia; также ночна́я стра́жа) — самый небольшой промежуток времени у древних народов до разделения времени на часы.
Для охраны лагеря древние народы делили день и в особенности ночь на определённые промежутки времени, в которые сменялась стража. Отсюда счёт времени по стражам. Вавилоняне и древние греки делили ночь на три стражи, римляне — на четыре, по три часа каждая, и от них этот счёт был принят в позднейшее время (около I века нашей эры) также и евреями. В Древнем Китае было пять ночных страж (кит. трад. 更) по два часа каждая, с 19:00 до 5:00. Пятая стража упоминается, например, в известном ханьском юэфу «Стихи о жене Цзяо Чжун-цина». О делении ночи на стражи упоминается в Священном Писании; деление времени на часы в библейское время не было известно. Если в Ветхом Завете упоминаются три стражи, то в Евангелиях говорится уже о четырёх ночных стражах.

## Библия

### Ветхозаветные стражи
Народы древности разделяли ночное время на равномерные части, называвшиеся «стражами». Первоначальное деление ночи было на ночную, полуночную и утреннюю стражи. В Ветхом Завете упоминаются три стражи:
| Стража     | Название                           | Время в современном понимании       | Примеры |
| ---------- | ---------------------------------- | ----------------------------------- | --- |
| ночная     | «начало страж» (ראש אשמורות‎)       | от захода солнца ~ до 22 часов      | «вставай, взывай ночью, при начале каждой стражи» (Плач. 2:19) |
| полуночная | «средняя стража» (האשמורת התיכונה‎) | с 22 часов вечера до 2-х часов ночи | «и подошёл Гедеон и сто человек с ним к стану в начале средней стражи и разбудили стражей и затрубили трубами и разбили кувшины, которые были в руках их» (Суд. 7:19)                                             |
| утренняя   | «утренняя стража» (אשמורת הבוקר‎)   | с 2-х часов ночи до восхода солнца  | «и в утреннюю стражу воззрел Господь на стан Египтян из столпа огненного и облачного» (Исх. 14:24); «и они проникли в средину стана во время утренней стражи и поразили Аммонитян до дневного зноя» (1Цар. 11:11) |

#### Псалтирь
- Давид, находясь в пустыне Иудейской, поёт о Творце: «Когда я вспоминаю о Тебе на постели моей, размышляю о Тебе в ночные стражи» (Пс. 62:7)
- Обращаясь к Творцу, псалмопевец, человек Божий, сравнивает: «Ибо пред очами Твоими тысячи лет, как день вчерашний, когда он прошёл, и как стража в ночи» (Пс. 89:5)
- «Очи мои предваряют утреннюю стражу, чтобы мне углубляться в слово Твоё» (Пс. 118:148)

### Евангельские стражи
Около I века иудеи усвоили римско-греческий обычай, разделявший 12 часов ночи на четыре стражи, начиная с 18 часов вечера. В Евангелиях говорится уже о четырёх ночных стражах:
| Евангелия           | Примеры |
| ------------------- | --- |
| Евангелие от Матфея | «в четвёртую же стражу ночи пошёл к ним Иисус, идя по морю» (Мф. 14:25), «если бы ведал хозяин дома, в какую стражу придёт вор, то бодрствовал бы» (Мф. 24:43)                                                |
| Евангелие от Марка  | «около же четвёртой стражи ночи подошёл к ним, идя по морю» (Мк. 6:48) |
| Евангелие от Луки   | «в той стране были на поле пастухи, которые содержали ночную стражу у стада своего» (Лк. 12:38), «и если придёт во вторую стражу, и в третью стражу придёт, и найдёт их так, то блаженны рабы те» (Лк. 12:38) |

## Мишна
В период Мишны (конец II — начало III веков) вопрос о количестве ночных страж был спорным, по мнению Рабби, ночь состояла из четырёх страж, а по мнению раввина Натана — из трёх.